# Rohozná (přítok Hronu)
Rohozná je 20,6 km dlouhá říčka na středním Slovensku v okrese Brezno, levostranný přítok Hronu.

## Pramen
Pramení ve Veporských vrších v masivu Fabově holi (1439 m n. m.) ve výšce kolem 1260 m n. m.

## Průběh toku
Od pramene teče jihozápadním směrem, vytváří dolinu Kopačno, na jejímž konci se stáčí na západ. Zleva přibírá Svetlou a mění směr toku na severozápad. Protéká obcí Pohronská Polhora, kde zprava přitéká Podpolianský potok a vtéká do Horehronského podolí, do podcelku Breznianská kotlina. Dále teče přes Michalovou. V obci přibírá zprava Haviarov potok, poté znovu zprava Michalkovský potok, Chmeľúsku a zleva Zubákovou a zase zprava Zadný Hliník. Protéká osadou Rohozná (součást města Brezno) a u Zadných Haln se v nadmořské výšce 502 m vlévá do Hronu.